# Pallacanestro ai XVIII Jeux des îles
Le gare di pallacanestro ai XVIII Jeux des îles si sono svolte ad Ajaccio, il 1º e il 2 luglio 2014.
Per seguire l'alternanza imposta dal COJI, nell'edizione 2014 si è svolto soltanto il torneo femminile.

## Selezioni partecipanti
- Corsica
- Martinica
- Sardegna

## Formula
Visto il calo vertiginoso del numero di partecipanti al torneo rispetto alle altre edizioni, si è disputato un unico girone con la formula del round-robin con partite di andata e di ritorno. In caso di vittoria la squadra si aggiudica 2 punti, in caso di sconfitta 1, mentre se la squadra non si presenta in campo prende 0 punti.
Il primo classificato vince la medaglia d'oro, il secondo quella d'argento, il terzo quella di bronzo.

## Risultati

### Prima giornata
| Ajaccio 1º luglio 2014, ore 9.00 CEST | Sardegna | 34 – 69 | Martinica | Gymnase Michel Bozzi |

| Ajaccio 1º luglio 2014, ore 11.15 CEST | Corsica | 49 – 48 | Sardegna | Gymnase Michel Bozzi |

| Ajaccio 1º luglio 2014, ore 17.30 CEST | Martinica | 63 – 27 | Corsica | Gymnase Michel Bozzi |

### Seconda giornata
| Ajaccio 1º luglio 2014, ore 11.00 CEST | Corsica | 55 – 59 | Martinica | Gymnase Michel Bozzi |

| Ajaccio 1º luglio 2014, ore 17.30 CEST | Martinica | 84 – 39 | Sardegna | Gymnase Michel Bozzi |

| Ajaccio 2 luglio 2014, ore 9.00 CEST | Sardegna | 44 – 49 | Corsica | Gymnase Michel Bozzi |

## Classifica
| posiz | squadra   | G | V | P | Pf  | Ps  | DC   | Pt |
| ----- | --------- | - | - | - | --- | --- | ---- | -- |
|       | Martinica | 4 | 4 | 0 | 275 | 130 | +145 | 8  |
|       | Corsica   | 4 | 2 | 2 | 180 | 214 | -34  | 6  |
|       | Sardegna  | 4 | 0 | 4 | 165 | 251 | -86  | 4  |

## Podio
| 2º posto Corsica | 1º posto Martinica | 3º posto Sardegna |